# Fail-Safe Investing
Fail-Safe Investing: Lifelong Financial Security in 30 Minutes è un saggio di finanza scritto dall'analista e politico statunitense Harry Browne e pubblicato nel settembre 1999.

## Descrizione
Il libro delinea "17 semplici regole di sicurezza finanziaria" e fornisce commenti dettagliati sulla loro spiegazione e attuazione. Il capitolo legato alla regola numero 11 si intitola Costruisci un portafoglio a prova di proiettile per la protezione e sostiene la necessità di creare un portafoglio di investimenti diversificato, investendo in azioni, obbligazioni, ontanti e oro per garantire la sicurezza finanziaria.
Secondo l'autore questo tipo di portafoglio ha l'obiettivo di garantire "la sicurezza finanziaria, qualunque cosa porti il futuro", avendo le caratteristiche per fare bene sia in una fase di prosperità economica, sia in una contraddistinta da forte inflazione, sia durante una recessione, sia in una fase deflazionistica, poiché, secondo l'autore, una parte del portafoglio avrà performance favorevoli durante ciascuno di questi cicli economici.
Il libro definisce questo tipo di portafoglio di investimento come un "portafoglio permanente" e sostiene che vada riequilibrato una volta all'anno in modo che l'allocazione del 25% sia mantenuta esattamente per ciascuna asset class. Secondo Browne un portafoglio così permanente dovrebbe essere sicuro, semplice e stabile. Gli autori Craig Rowland e JM Lawson lo definiscono uno stile di investimento passivo. La ripartizione è la seguente:
- 25% in azioni statunitensi, per fornire un forte rendimento durante i periodi di prosperità. Per questa parte del portafoglio, Browne consiglia un fondo indicizzato all'S&P 500.
- 25% in titoli del Tesoro USA a lungo termine, che si comportano bene durante la prosperità e la deflazione (ma che si comportano male durante altri cicli economici).
- 25% in contanti, per proteggersi da periodi di “ristretta liquidità” o di recessione. In questo caso, “contanti” significa buoni del Tesoro statunitense.
- 25% in metalli preziosi (oro), per fornire protezione durante i periodi di inflazione. Browne consiglia monete da lingotti d'oro.

## Edizioni
- (EN) Fail-safe investing: lifelong financial security in 30 minutes, New York, St. Martin's Griffin, 1999, ISBN 9780312263218, OCLC 687802762.
- (ES) La inversión a prueba de errores: 17 reglas simples para la seguridad financiera, Colección Baelo, 2021, ISBN 9788412303537, OCLC 1385201475.